# Pritchardia thurstonii
Pritchardia thurstonii es una especie de palmera originaria de Fiyi, en particular de las islas Lau. Está considerada en peligro de extinción por la pérdida de hábitat.

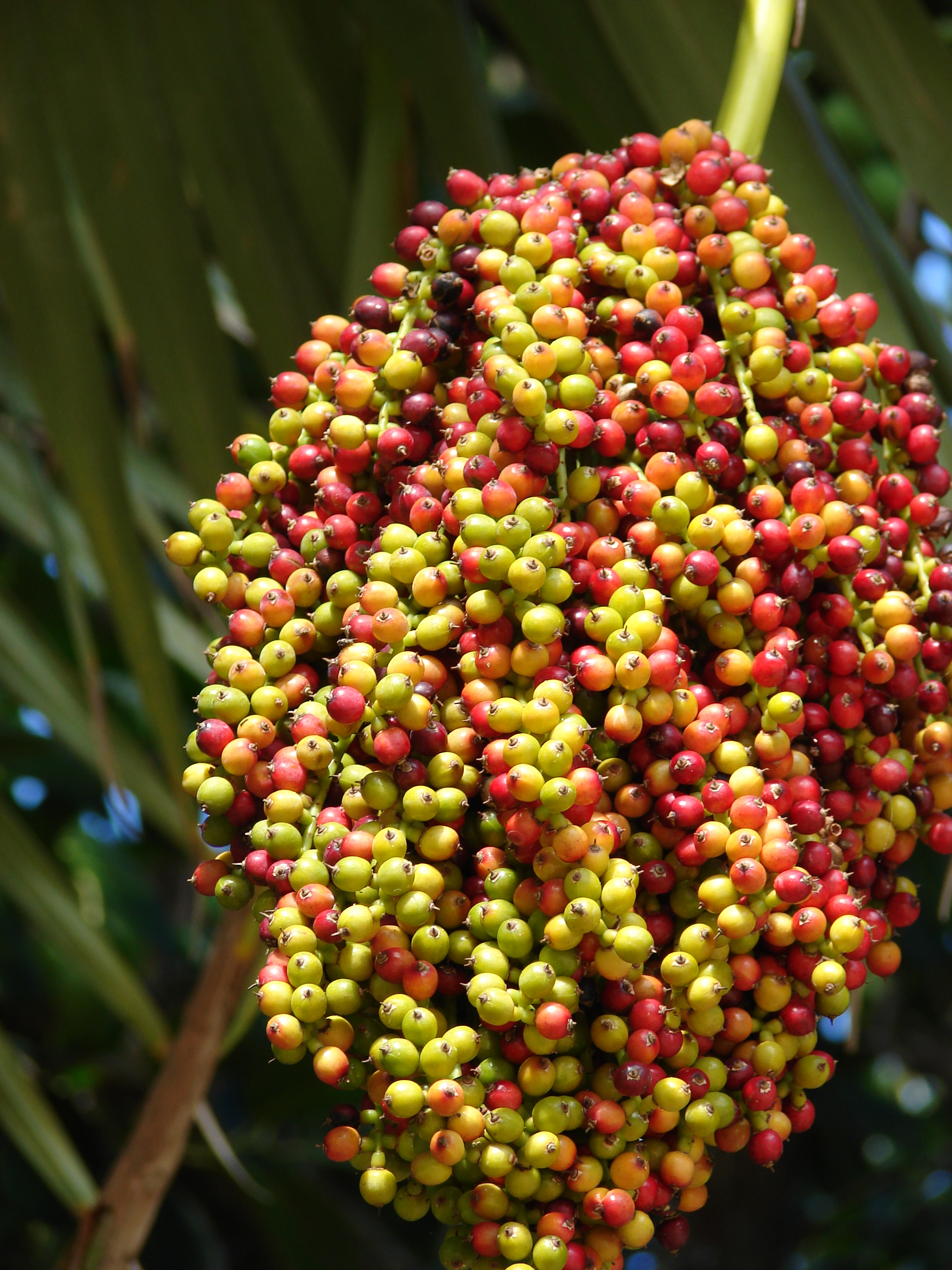
Frutos

## Descripción
Es una palmera que alcanza un tamaño de 8 m de alto, erguida, con la hoja de punta plana, dividida a 1/5 a 1/4, un poco de cerosa-glauco, los márgenes proximales del pecíolo con sólo unas pocas fibras dispuestos en líneas distintas, paralelas, segmentos rígidos; inflorescencias compuestas en una panícula, igualando o excediendo las hojas y enormemente superior a las láminas foliares en frutas, panículas ramificadas de 2 a 3 órdenes; frutas, de 7 mm de diámetro. globosas.

## Taxonomía
Pritchardia thurstonii fue descrita por F.Muell. & Drude y publicado en Gartenflora 36: 486 1887.
Etimología
Ver: Pritchardia
thurstonii: epíteto otorgado en honor de un antiguo gobernador de Fiyi, John Bates Thurston.
Sinonimia
- Eupritchardia thurstonii (F.Muell. & Drude) Kuntze
- Styloma thurstonii (F.Muell. & Drude) O.F.Cook
- Washingtonia thurstonii (F.Muell. & Drude) Kuntze	[4][5]